# Carroccio

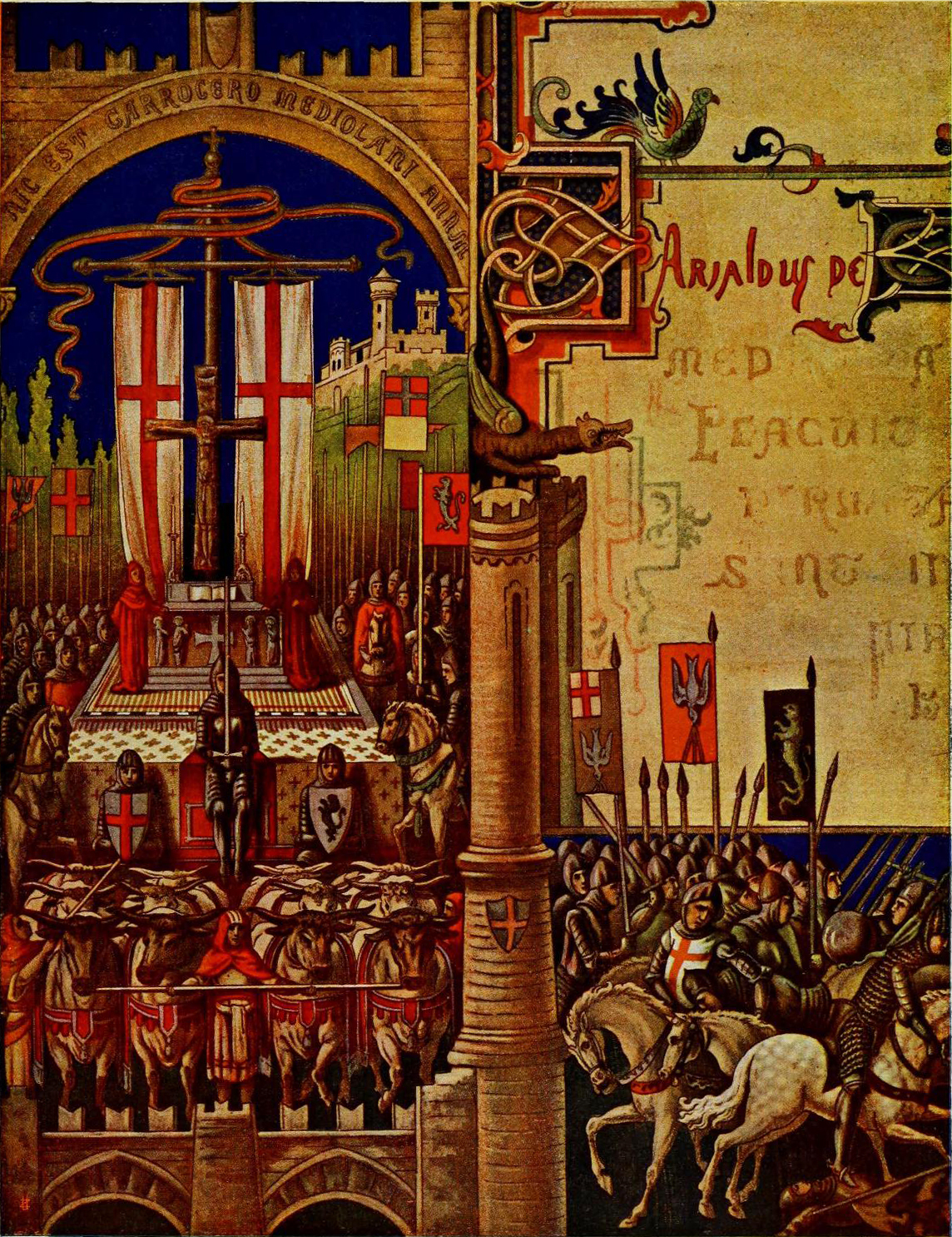
Il carroccio di Milano

Il carroccio (Carrocc in lombardo) era un grande carro a quattro ruote recante le insegne cittadine attorno al quale si raccoglievano e combattevano le milizie dei comuni medievali. Era particolarmente diffuso tra le municipalità lombarde, toscane e, più in generale, dell'Italia settentrionale. In seguito il suo uso si propagò anche fuori dell'Italia. Era il simbolo delle autonomie comunali.
Difeso da truppe scelte, pavesato con i colori del comune, era trainato generalmente da buoi e trasportava un altare, una campana (chiamata "martinella") e un'antenna su cui erano collocate una croce e le insegne cittadine. In tempo di pace era custodito nella chiesa principale della città a cui apparteneva.

## Storia

### Origini

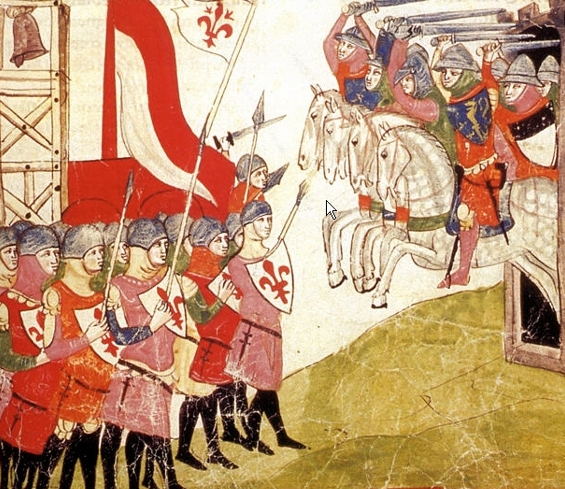
Il Carroccio fiorentino tratto da una miniatura della Cronica nuova di Giovanni Villani

Il Carroccio, che ha origine longobarda, era inizialmente utilizzato dagli arimanni come carro da guerra. La sua funzione diventò prettamente simbolica, con l'aggiunta della croce, delle insegne cittadine, dell'altare e con la sua conservazione nella chiesa principale della città in un momento individuabile tra il 1037 ed il 1039 grazie all'arcivescovo di Milano Ariberto da Intimiano, che ne impose l'uso in uno degli assedi che Corrado II il Salico fece a più riprese a Milano. In altre parole, il Carroccio, da mezzo bellico, diventò strumento prettamente politico. Da Milano il suo uso si diffuse in molti comuni dell'Italia settentrionale, in Toscana e fuori d'Italia, fino alla decadenza nel secolo XIV. Sui documenti medievali il Carroccio è chiamato carochium, carozulum, carrocerum o carrocelum, mentre in dialetto milanese dell'epoca era probabilmente denominato caròcc o caròz.
La sua diffusione si estese ad altre città longobarde, ma ciò non può essere spiegato come una pura riproduzione del Carroccio milanese. Inoltre, i discendenti degli arimanni, ancora a cavallo tra il XI e il XII secolo, avevano mantenuto, nella società medievale dell'Italia settentrionale, una certa autonomia ed erano riconoscibili per diverse prerogative specifiche, sebbene la dominazione longobarda fosse terminata da qualche secolo.

### Nel XII secolo

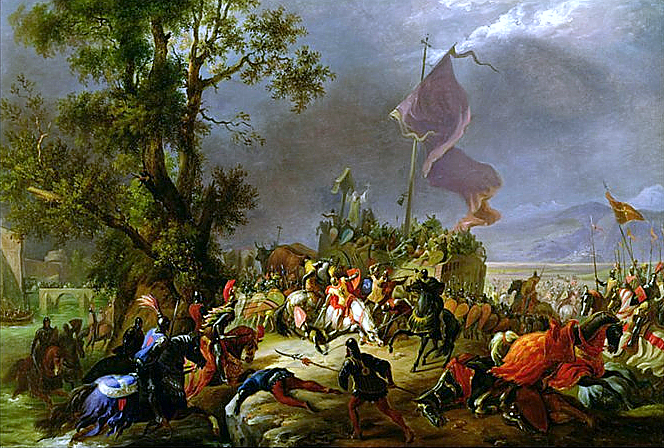
La battaglia di Legnano in un dipinto di Massimo d'Azeglio. Sullo sfondo, si intravedono la croce e le insegne cittadine posizionate sul Carroccio

Documenti del 1158 e del 1201 confermano la presenza del Carroccio milanese, in tempo di pace, nella chiesa di San Giorgio al Palazzo, mentre altri ancora all'interno del Palazzo della Ragione. Nel primo documento citato sono contenute informazioni sulla necessità di realizzare uno scudo di ferro da collocare nel coro della chiesa citata, che si trovava nei pressi del Carroccio, con l'accensione di un fuoco votivo alimentato da una libbra d'olio. Nel documento del 1201 è riportata un'informazione analoga: l'arcivescovo e i religiosi della chiesa milanese di San Giorgio al Palazzo avrebbero dovuto accendere delle lampade votive intorno al Carroccio.
Nel 1159 le truppe comunali bresciane, durante una battaglia, conquistarono il Carroccio dei cremonesi. Il carro fu poi portato in trionfo tra le vie di Brescia e venne collocato nella chiesa di riferimento della comunità, con la "martinella" che venne posizionata sulla torre civica della città.
Il Carroccio fu protagonista nella battaglia di Legnano (29 maggio 1176), durante la quale fu difeso, secondo la leggenda, dalla Compagnia della Morte, guidata, sempre secondo la tradizione popolare, da Alberto da Giussano, personaggio immaginario che comparve in realtà solo in opere letterarie del secolo successivo. Sempre secondo la leggenda, durante il combattimento, tre colombe uscite dalle sepolture dei santi Sisinnio, Martirio e Alessandro alla basilica di San Simpliciano di Milano si posarono sul Carroccio causando la fuga di Federico Barbarossa.
Invece, secondo i fatti storici realmente accaduti, la fanteria comunale predispose intorno al Carroccio una resistenza decisiva che permise alla restante parte dell'esercito della Lega Lombarda, in realtà capitanata da Guido da Landriano, di sopraggiungere da Milano e di sconfiggere Federico Barbarossa nel celebre scontro di Legnano. Oggi è difficile stabilire con precisione l'ubicazione esatta del Carroccio in riferimento alla topografia della Legnano attuale. Una delle cronache dello scontro, gli Annali di Colonia, contengono un'informazione importante:
(Annali di Colonia)

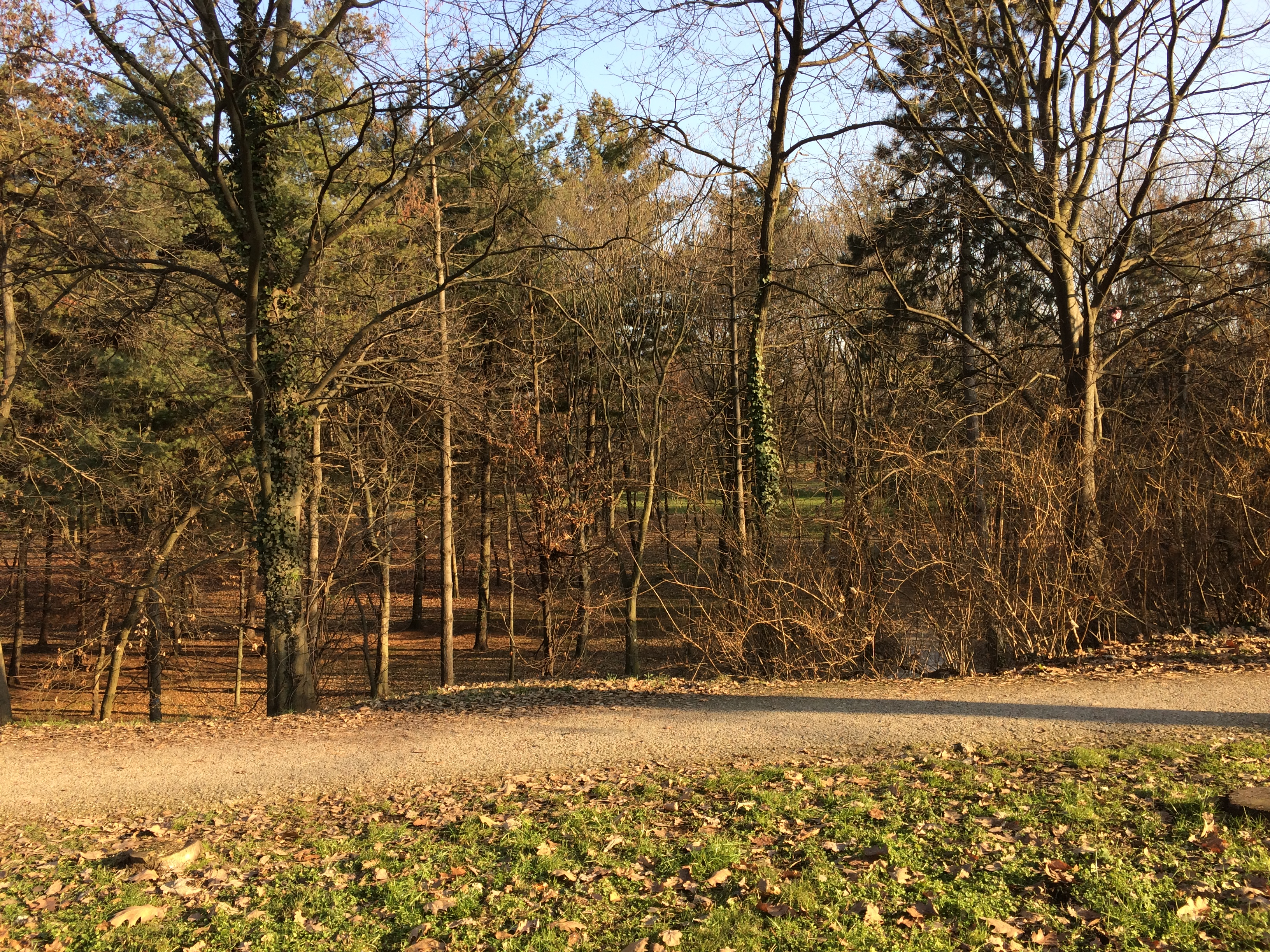
Scorcio del parco Castello a Legnano. In primo piano si vede parte della scarpata dove, secondo alcune ipotesi, potrebbe essere stato difeso il Carroccio durante la battaglia di Legnano.

Ciò farebbe pensare al fatto che il Carroccio fosse situato sul bordo di un ripido pendio fiancheggiante l'Olona, così che la cavalleria imperiale, il cui arrivo era previsto da Castellanza lungo il corso del fiume, sarebbe stata obbligata ad assalire il centro dell'esercito della Lega Lombarda risalendo la scarpata: tale decisione si rivelò poi strategicamente errata, dato che Federico Barbarossa arrivò invece da Borsano, ovvero dalla parte opposta, il che obbligò le truppe comunali a resistere intorno al Carroccio con la strada di fuga sbarrata dall'Olona.
Considerando l'evoluzione dello scontro questo potrebbe significare che le fasi cruciali a difesa del Carroccio siano state combattute sul territorio della contrada legnanese di San Martino (più precisamente, nei pressi dell'omonima chiesa quattrocentesca, che infatti domina un pendio che digrada verso l'Olona) oppure del quartiere legnanese di "Costa di San Giorgio", non essendo in altra parte delle zone limitrofe individuabile un altro avvallamento con le caratteristiche adatte alla sua difesa. Considerando l'ultima ipotesi citata, lo scontro finale potrebbe essere avvenuto anche su parte del territorio ora appartenente alle contrade legnanesi di Sant'Ambrogio e San Magno (tra il quartiere di "Costa di San Giorgio" e l'Olona è ancora oggi presente un ripido pendio: questa scarpata è stata in seguito inclusa nel parco Castello) e al comune di San Giorgio su Legnano.

### Nel XIII secolo
Il Carroccio della Lega Lombarda venne catturato dagli imperiali nel 1237 durante la battaglia di Cortenuova, donato a papa Gregorio IX dall'imperatore Federico II e trasportato nel Palazzo Senatorio di Roma in quella che tuttora si chiama Sala del Carroccio, dove viene conservata l'iscrizione commemorativa del dono fatto dall'imperatore al popolo romano. L'iscrizione recita:
(Iscrizione commemorativa della cattura del Carroccio)

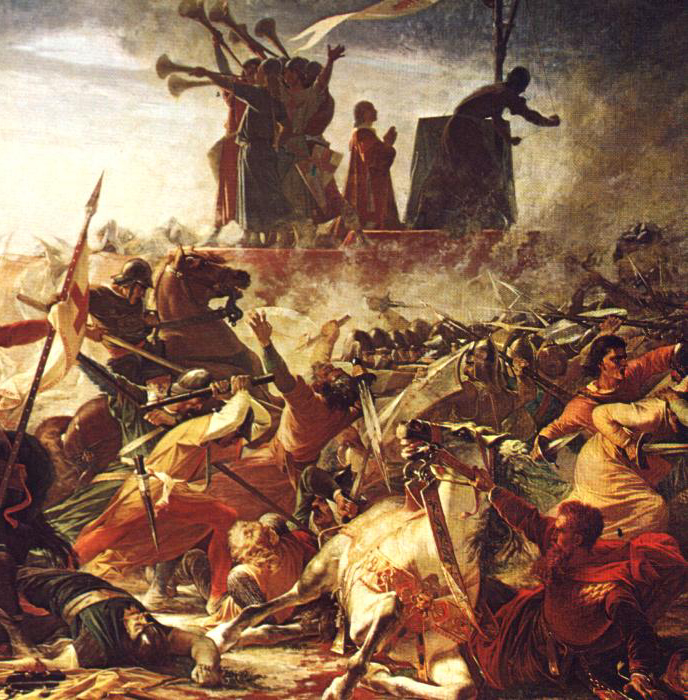
Il Carroccio durante la battaglia di Legnano su un dipinto di Amos Cassioli

Roma, oltre ad essere la sede del papato, fu anche la capitale di un vasto impero, e quindi l'invio del Carroccio nell'Urbe da parte dell'imperatore ebbe un forte significato simbolico. In particolare, la Lega Lombarda nel 1237 perse il Carroccio in battaglia a causa delle strade fangose, che impedirono alle truppe comunali di metterlo al sicuro per tempo.
Nel 1275 fu il Carroccio dei bolognesi (che erano guelfi) ad essere catturato nella battaglia di San Procolo dai forlivesi, che erano invece ghibellini, e ad essere portato in trionfo a Forlì. A metà del XIII secolo il Carroccio di Cremona fu invece catturato in battaglia dalle milizie comunali di Parma.

### Nel XIV secolo: decadenza e scomparsa

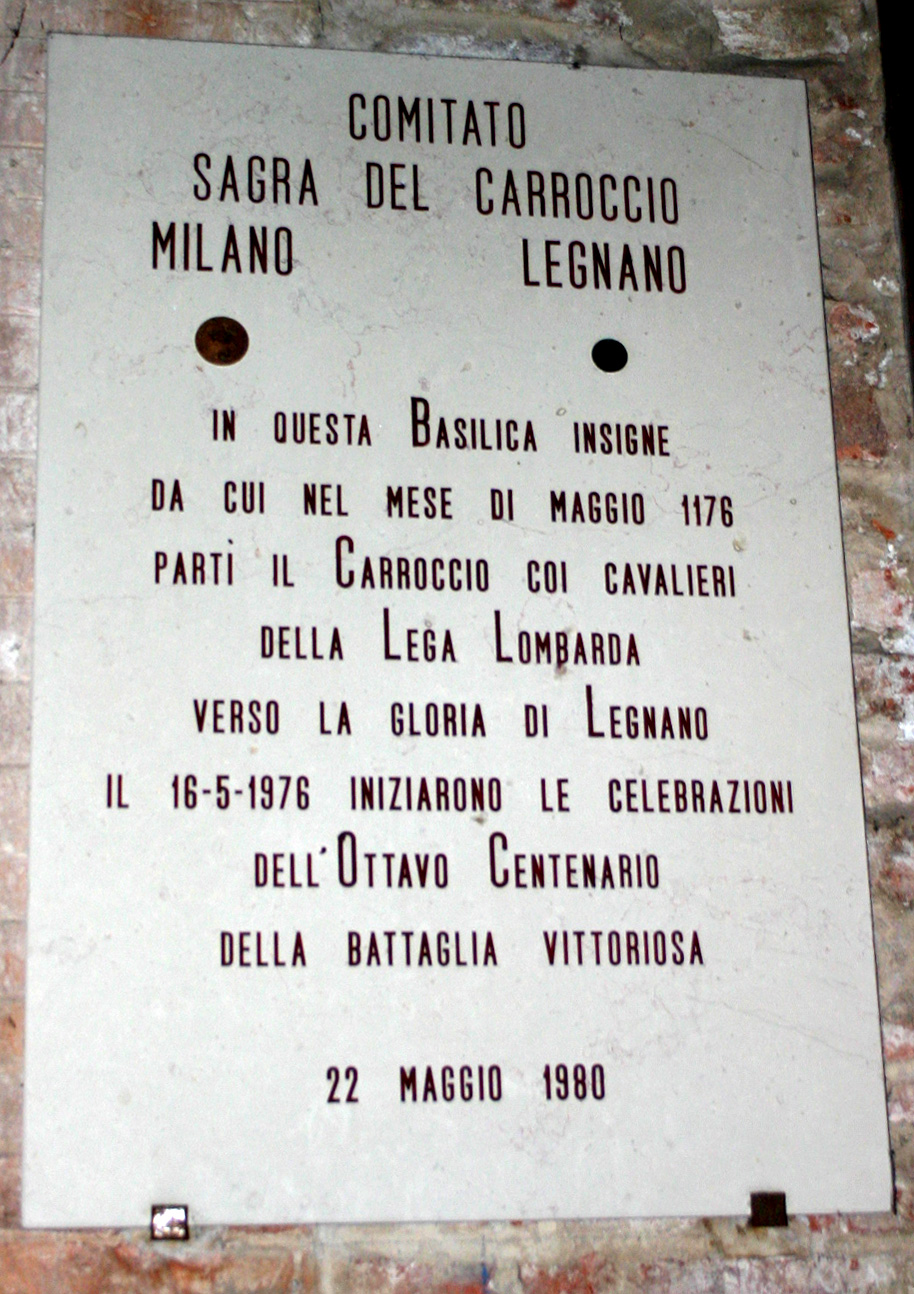
Lapide che commemora la partenza del Carroccio dalla chiesa di san Simpliciano verso Legnano poco prima dell'omonima battaglia

La decadenza del Carroccio avvenne per l'evoluzione delle tattiche di guerra. Quando iniziarono a comparire eserciti più grandi e più manovrabili, i fanti comunali vennero sostituiti dai soldati di ventura, che erano privi, essendo dei mercenari, di legami affettivi e di appartenenza alle città.
La valenza simbolica del Carroccio, in questo contesto storico, venne quindi meno. Inoltre, da un punto di vista logistico, il Carroccio, essendo un mezzo molto lento trainato da buoi, era poco mobile, e spesso creava intralci alle azioni di guerra, che stavano diventando sempre più veloci. Per tali motivi, il Carroccio, nel XIV secolo, andò inesorabilmente incontro ad una fase di decadenza che portò poi alla sua scomparsa dai campi di battaglia.

### Il suo uso fuori dall'Italia
Dei carri da guerra simili al Carroccio furono utilizzati anche fuori dall'Italia, come durante la battaglia dello Stendardo (1138), dove fu impiegato dagli inglesi, e nella battaglia di Sirmio (1167), qui usato dagli ungheresi. Il Carroccio fu usato anche nel 1214 nella battaglia di Bouvines.

## Funzione
Oltre al già citato valore simbolico, il Carroccio possedeva un'importante funzione tattica militare. Iniziò a guadagnare valenza militare soprattutto dopo la battaglia di Legnano, dove, tra le prime volte nella storia medievale, la fanteria, che era raccolta intorno al Carroccio, tenne testa alla cavalleria. Fino ad allora, quest'ultima era stata infatti considerata nettamente superiore ai soldati appiedati.
Dato che la fanteria si raccoglieva intorno al Carroccio, quest'ultimo, oltre ad avere una forte valenza simbolica, possedeva quindi un'importante funzione tattica: con la cattura del Carroccio, per le milizie comunali, era quasi certa la sconfitta. Anche per questo motivo, il Carroccio, oltre ad essere considerato il bottino di guerra più ambito, veniva conservato nelle cattedrali, che erano le chiese più importanti delle municipalità, ed era protagonista, sempre in tempo di pace, delle cerimonie e degli avvenimenti più importanti che si svolgevano nelle città.
Oltre allo scopo bellico, il Carroccio aveva altre funzioni, che potevano essere espletate anche in tempo di pace. I capi delle municipalità, sul Carroccio, potevano prendere decisioni importanti che riguardavano la città, mentre i giudici lo potevano usare come tribunale mobile per emettere le loro sentenze.
La fanteria della Lega Lombarda, durante la battaglia di Legnano, riuscì a resistere ai vari attacchi perpetrati dalla cavalleria imperiale a causa della tattica di quest'ultima, che prevedeva assalti a piccoli gruppi disorganizzati. Solo dopo lo scontro di Legnano la cavalleria iniziò ad cambiare strategia, attaccando la fanteria a difesa del Carroccio in cospicue forze organizzate, riuscendo così a spezzarne la resistenza. Questo mutamento della strategia bellica contribuì, insieme ai motivi già menzionati nel paragrafo precedente, alla decadenza e alla scomparsa del Carroccio dai campi di battaglia.

## Descrizione

### I resti che sono sopravvissuti
A Brescia è conservata una croce che probabilmente apparteneva al pennone del Carroccio cremonese conquistato nel 1191 nella battaglia della Malamorte. All'interno del Duomo di Siena sono invece conservati due grandi pennoni di 10-15 metri che la tradizione riferisce al Carroccio tornato vittorioso da Montaperti. A Cremona, nel museo civico, è conservato un pianale di legno che si pensa appartenuto alla cassa del carro sottratto ai milanesi nel 1213 a Castelleone.

### Nelle cronache
Dato che sono pochissimi i resti sopravvissuti dall'epoca medievale, le informazioni sulla forma del Carroccio sono frammentarie. Alessandro Visconti, in un libro del 1945, rifacendosi al cronista Arnolfo di Milano, riporta questa descrizione:
(Alessandro Visconti, Storia di Milano, 1945, p. 169.)

Il vecchio Carroccio di Asti

È possibile immaginare la grandezza dello stendardo del Carroccio prendendo come riferimento il vessillo del vescovo della città di Würzburg, utilizzato nel 1266 durante la battaglia di Kitzingen e conservato presso il Mainfrankisches Museum. Il vessillo è di tre metri per cinque con l'immagine di san Chiliano.
Iconograficamente sono giunte al XXI secolo due raffigurazioni del Carroccio in epoca medievale: la prima è presente nelle Cronache senesi Montauri, mentre la seconda nella Cronica di Giovanni Villani. Le due raffigurazioni sono frutto di racconti di cronisti non oculari, essendo gli autori del XIV e XV secolo, quindi di un'epoca dove la presenza del Carroccio nella vita quotidiana era ormai scomparsa.
La prima raffigurazione mostra solamente due pennoni movibili uno con l'aiuto dell'altro, mentre nella seconda immagine, dove è presente un carro a quattro ruote con una bandiera, il soggetto è rappresentato più dettagliato. Sul carro alla base dell'asta sono infatti raffigurati anche dei marzocchi rampanti. La stessa immagine del Carroccio è presente in un affresco di Jan van der Straet dedicato ai Medici, che raffigura Piazza della Signoria durante la festa di san Giovanni.
Il Villani ci offre anche una descrizione del carroccio stesso:
(Giovanni Villani, Nuova Cronica, Libro Settimo, LXXV)
È probabile quindi che esistessero tre tipi di Carroccio: il primo "classico" su modello milanese, quello toscano con due pennoni (con il Carroccio di Firenze che presentava una campanella), e quello diffuso nelle Fiandre ed in Germania, che era un semplice carro con un pennone centrale.
Dalla descrizione, fatta da Salimbene de Adam, dello smontaggio di quello catturato dai parmensi ai cremonesi durante la battaglia di Parma nel 1248, si deduce che le parti del Carroccio fossero cinque: quattro ruote, un pianale, il pennone, la bandiera e varie decorazioni. Le ruote erano molto grandi, ed erano solitamente dipinte di rosso a Milano e Firenze, di bianco a Parma, e in colori preziosi non specificati a Siena e Padova.
Il pennone, secondo la descrizione di Bonvesin de la Riva, pesava come quattro uomini ed era solitamente sorretto da funi (sicuramente quello di Milano). Nel codice Chigi, il Carroccio fiorentino presenta due pennoni e la bandiera, che molto spesso non era fissata ad una barra laterale, era in tessuto prezioso solitamente diviso in due colori dimezzati, oppure era decorato con un motivo a croce. A differenza che nel Nord Europa, la rappresentazione del santo patrono non compariva sui carri italiani, dove era spesso raffigurato come decorazione del cassone anteriore.
Il traino del Carroccio solitamente era eseguito da buoi oppure - molto raramente - da cavalli.

### La martinella

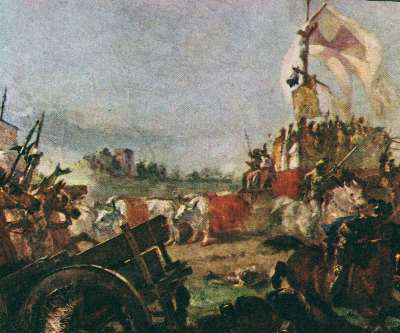
Sulla destra, il Carroccio durante la battaglia di Legnano su un altro dipinto di Amos Cassioli

L'uso della campanella (la "martinella", da "Marte", dio della guerra) è ancora controverso. Non è chiaro se fosse direttamente sul Carroccio o oppure seguiva su un altro veicolo. La funzione di richiamo dei soldati intorno al Carroccio era effettuata dalla martinella, mentre i trombettieri impartivano gli ordini e, molto spesso, incitavano la truppa al combattimento.
Nel 2000 è stato identificata la martinella originale della battaglia di Legnano: si trovava custodita sul campanile dell'eremo di Sant'Alberto di Butrio di Ponte Nizza, in provincia di Pavia. Nello stesso anno del ritrovamento fu fatta sfilare durante il corteo storico del Palio di Legnano.
Sempre il Villani fornisce una descrizione della "martinella":
(Giovanni Villani, Nuova Cronica, Libro Settimo, LXXV)

### Lospecialis magister
Lo specialis magister, che si occupava della manutenzione del Carroccio, era pagato dal comune, per il suo servigio, otto soldi al giorno. Oltre a controllare la funzionalità del carro, lo specialis magister partecipava alle azioni di guerra in cui era coinvolto il Carroccio vestendo un'armatura e portando una spada.
Sul Carroccio era anche presente un cappellano, la cui funzione era quella di celebrare la messa sull'altare posizionato sul Carroccio. Anche questa figura religiosa, insieme a quella del chierico, era pagata dal comune.

## Nella letteratura
La prima traccia letteraria del Carroccio compare nel poema di Rambaldo di Vaqueiras, trovatore francese del XII secolo, intitolato "il Carros", dove il letterato, rivolgendo le proprie lusinghe a Beatrice figlia di Bonifacio I del Monferrato, afferma che le donne lombarde rivali in bellezza della fanciulla si avvalgono di un Carroccio ed altri carri da guerra per "combattere" la crescente fama della fanciulla.
Giacomo da Lentini, funzionario imperiale di Federico II di Svevia, trattò del Carroccio nella canzone Ben m'è venuto, che è un componimento poetico d'amore ispirato alle poesie dei trovatori e composto probabilmente prima della battaglia di Cortenuova (tra il 1233 e il 1237).
Lo scrittore Vincenzo Lancetti completa nel 1839 un poema in ottave in 10 canti dal titolo Il Carroccio, in cui sono fantasiosamente raccontati gli scontri fra milanesi e cremonesi al tempo delle lotte fra i Comuni lombardi e il Barbarossa.

## Il Carroccio nell'era moderna

### Significato postumo

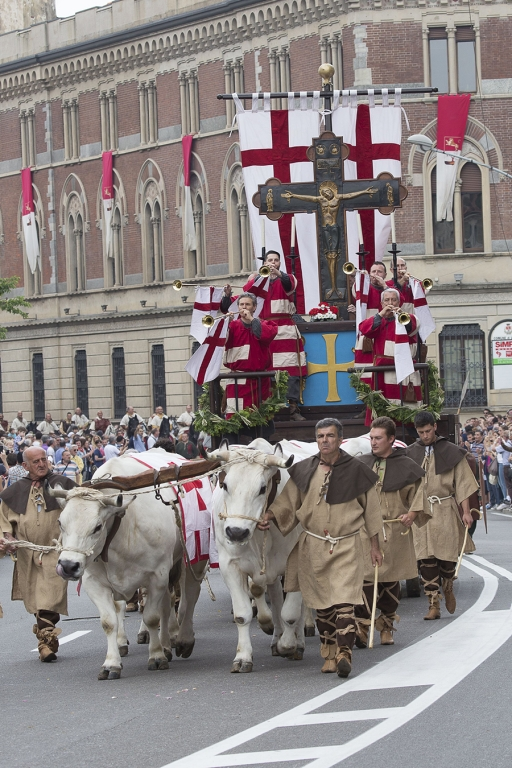
Riproduzione del Carroccio durante la sfilata storica del Palio di Legnano 2015

Essendo il Carroccio un signum, in età moderna è diventato simbolo di idee, speranze e significati più diversi, molto spesso come propaganda anti tirannica durante il periodo delle signorie, fino al Romanticismo ed al Risorgimento, dove divenne il simbolo della lotta contro l'occupazione straniera. Importanti promotori di queste idee furono Massimo d'Azeglio, Giovanni Berchet, Amos Cassioli, Francesco Hayez.
Giosuè Carducci prima e Giovanni Pascoli poi richiamarono, con la Canzone di Legnano e la Canzone del Carroccio, i fasti e gli splendori dei comuni italiani medievali, concetti che furono in seguito ripresi anche dagli scritti di Gabriele D'Annunzio.

### Rievocazioni
Nelle feste e nelle rievocazioni storiche, molto spesso, la figura cardine è rappresentata dal Carroccio:

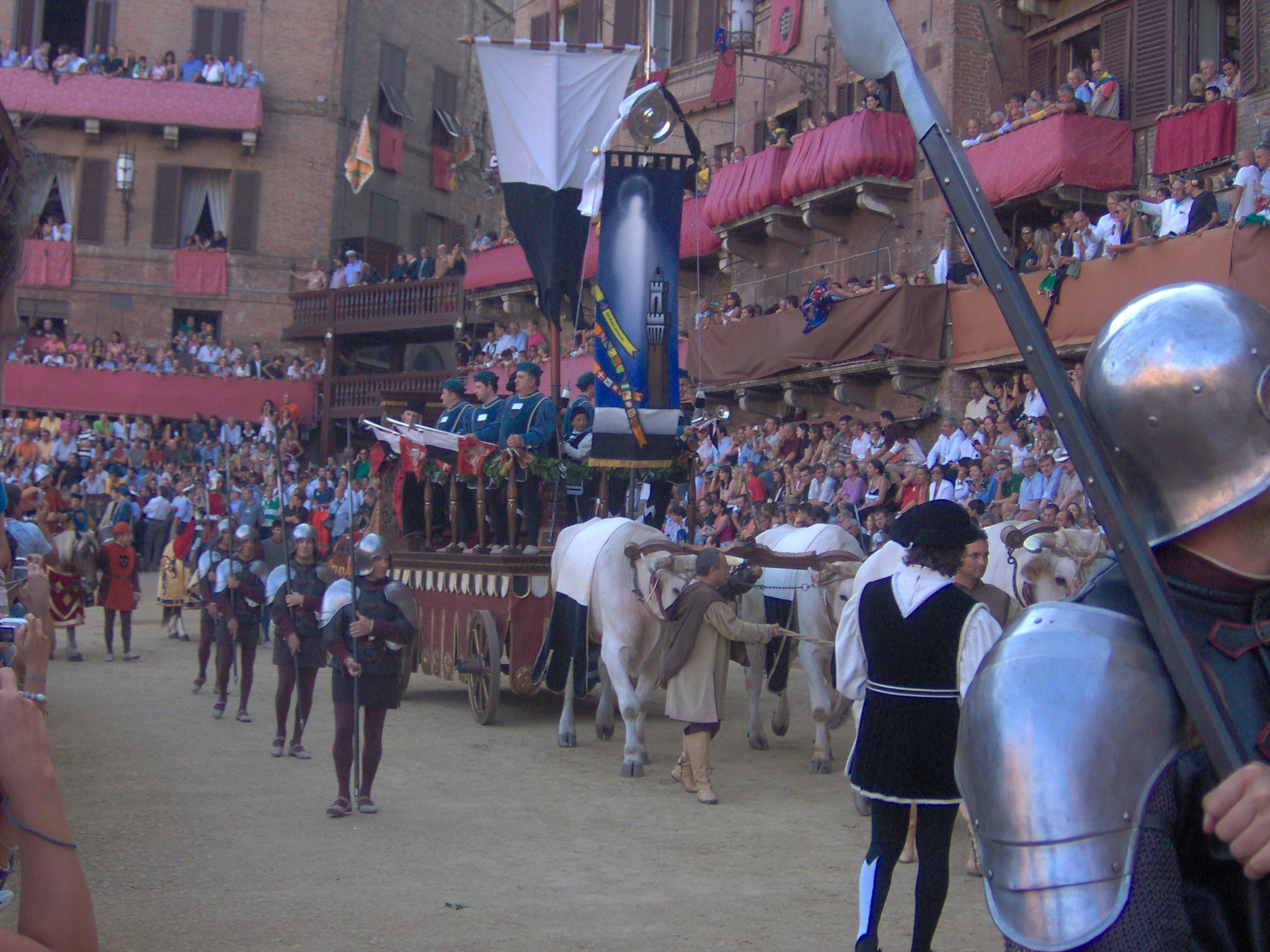
Riproduzione del Carroccio di Siena durante il Palio 2006

- Nel Palio di Siena (2 luglio - 16 agosto) il Carroccio, che sfila con la balzana bianco-nera del comune, trasporta il Palio (conosciuto anche come "cencio"), ovvero un drappellone di seta dipinta, premio della corsa ippica (chiamata anche "carriera") che chiude la manifestazione. La campana e gli araldi rappresentano il momento conclusivo del corteo storico (chiamato anche "passeggiata storica"), prima della carriera per la conquista del cencio.
- Nel Palio di Legnano (ultima domenica di maggio), una copia del Carroccio sfila tra le vie di Legnano trainato da buoi. Questo carro, che conclude il corteo storico, trasporta la Croce di Ariberto, ambito premio della corsa ippica a pelo nella quale si sfidano, allo stadio cittadino, le otto contrade in cui è divisa Legnano. Il Carroccio, durante il corteo storico, che si chiude allo stadio, è scortato da alcuni figuranti che impersonano Alberto da Giussano e la Compagnia della Morte. Questi ultimi, prima della corsa ippica, rievocano la carica fatta, secondo la leggenda, dalla Compagnia della Morte e da Alberto da Giussano durante la battaglia di Legnano.
- Nel Palio di Asti (prima domenica di settembre), il Carroccio viene trainato da tre coppie di buoi e porta, come vuole la tradizione, le insegne della città (una croce bianca in campo rosso), un gallo in ferro battuto (simbolo delle libertà comunali), ed il Palio di Asti, ambito premio del vincitore della corsa ippica. Si tratta di una ricostruzione storica del Carroccio astese medievale e reca l'altare con una riproduzione di san Secondo, presente nel coro gotico della cattedrale di Santa Maria Assunta di Asti. Sul Carroccio di Asti è anche presente la martinella, ovvero la campana che un tempo serviva a richiamare le truppe comunali alla preghiera prima della battaglia. È custodito nella Collegiata di San Secondo, dalla quale esce solo una volta all'anno, proprio in occasione della corsa del Palio, alla terza domenica di settembre.

### Usi moderni del termine
Il partito politico della Lega Nord è storicamente noto come il Carroccio, in riferimento alla battaglia di Legnano alla quale si rifà la simbologia leghista.